# La Plage noire
Pour plus de détails, voir Fiche technique et Distribution.
La Plage noire est un film français réalisé par Michel Piccoli, sorti en 2001.

## Fiche technique
- Titre français : La Plage noire
- Réalisation : Michel Piccoli
- Scénario : Michel Piccoli et Ludivine Clerc d'après François Maspero
- Photographie : Sabine Lancelin
- Son : Jean-Claude Laureux
- Production : Paulo Branco, Pawel Poppe, Lew Rywin et Alain Tanner
- Pays de production :  France
- Format : couleurs
- Genre : drame
- Durée : 114 minutes
- Date de sortie : 11 décembre 2001 en France

## Distribution
- Jerzy Radziwiłowicz : Alberto
- Dominique Blanc : Sylvie
- Jade Fortineau : Joyce
- Teresa Budzisz-Krzyzanowska : Emma
- Ignacy Gogolewski : Sider
- Roger Jendly : Gilles
- Armen Godel : Responsable communication
- Nathalie Eno : La femme Shökor